# Tupaia palawanensis
La tupaya de Palawan (Tupaia palawanensis) es una especie de tupaya de la familia de los Tupaidos. Es endémica de las Filipinas. Es una especie amenazada por la pérdida de su hábitat.